# Okke ten Hove
Okke ten Hove (Utrecht, 30 december 1954) is een Nederlands historicus met als specialisatie de Surinaamse slavernij van de negentiende eeuw. 
Ten Hove is initiatiefnemer van het onderzoek naar de manumissies in Suriname, dat een papieren weerslag kreeg in het boek Manumissies in Suriname, 1832-1863, waarbij Frank Dragtenstein zijn medewerking verleende door op verzoek een deel van de literatuur te bestuderen. Ook stichtte hij de database Vrij-in-Suriname, module Manumissies in Suriname, waarin al het materiaal van zijn onderzoek werd opgenomen. De database Manumissies in Suriname, 1832-1863 bevat tevens een overzicht van de door Ten Hove verzamelde gegevens van binnengesmokkelde slaven die na het verbod op de trans-Atlantische slavenhandel in 1814 door de koloniale overheid in Suriname werden onderschept. Deze werden eufemistisch 'vrije arbeiders' genoemd, maar als slaven behandeld. In 1846 ontvingen zij een achternaam en een certificaat van manumissie.
In samenwerking met Heinrich Helstone verzorgde hij ook de database waarin alle geëmancipeerden van 1863 werden opgenomen. Met Wim Hoogbergen ontwikkelden Helstone en Ten Hove de boekenreeks Emancipatie in Suriname. 
Het onderzoek van Ten Hove vormde de basis voor het project 'Mapping Slavery Amsterdam' waarbij de sporen van het Amsterdamse slavernijverleden werden nagegaan en onder de aandacht gebracht. Daarnaast vormden gegevens van Haagse slaveneigenaren de basis van een wandelroute over slavernij genaamd 'Zwarte pioniers in Den Haag'. Deze werd in 2014 door het Haags Historisch Museum ontwikkeld.
Onderzoek van Ten Hove leidde ook tot de database Compensatiedatabase 1863: vergoedingen betaald aan slaveneigenaren met belangen in Suriname en de Antillen, die werd opgezet met medewerking van de NRC-medewerkers Winny de Jong en Carola Houtekamer en verscheen op 1 juli 2023.

## Werk
- O. ten Hove & H.E. Helstone, Surinaamse emancipatie 1863: familienamen en plantages. Emancipatieserie Suriname 1863, deel 1 - Bronnen voor de studie van Suriname, deel 24. Amsterdam, Rozenberg, 2003.
- O. ten Hove, W.S.M. Hoogbergen & H.E. Helstone, Surinaamse emancipatie 1863: Paramaribo. Slaven en eigenaren. Emancipatieserie Suriname 1863, deel 2 - Bronnen voor de studie van Suriname, deel 25. Amsterdam, Rozenberg, 2004.
- O. ten Hove, W.S.M. Hoogbergen & H.E. Helstone, Surinaamse emancipatie 1863: Coronie. Emancipatieserie Suriname 1863, deel 3 - Bronnen voor de studie van Suriname, deel 28. Amsterdam, Rozenberg, 2009.

- Bibliothèque nationale de France: cb151120790 (data)
- Digitale Bibliotheek voor de Nederlandse Letteren: hove059
- International Standard Name Identifier: 0000 0000 3219 3610
- Library of Congress Control Number: n93123565
- Nederlandse Thesaurus van Auteursnamen: 106899007
- Virtual International Authority File: 76613431
- WorldCat: E39PBJcwGfjKGXVgCq3xRc3hHC